# アタック (スーパーマーケット)
アタック（英: ATTACK）は、ジョイマートが運営しているスーパーマーケットチェーンのブランド。
本稿では、2017年12月から2021年3月までの運営企業であり、ゼンショーグループの企業であった株式会社アタックと、2017年11月30日までアタックを運営していた株式会社山田屋アタック（後の株式会社毛利興産）についても記述する。

## 概要
食品・菓子・飲料・酒類・ペットフード・雑貨等を中心とした小売業の他に、関東近県の一般小売業者や飲食店向けの外販事業を手がけている。以前は株式会社山田屋アタックが運営していた。
しかし、山田屋アタック自体は、同業他社との競合から赤字経営が続き、債務超過に陥っていたことから、山田屋アタックは、2017年12月1日に会社分割を実施。同時に、同年9月にゼンショーホールディングスが設立した新会社である株式会社アタックへ一部の事業を除く事業を譲渡。山田屋アタックが行っていた事業は、ゼンショーグループの下で再建が図られることになる。株式会社アタックの本社は、ゼンショーホールディングスと同じ東京都港区港南に置かれる。
山田屋アタック自体は、2017年11月29日に解散を決議し、2018年3月1日に株式会社毛利興産へ商号変更。毛利興産は、同年5月2日に東京地方裁判所から特別清算開始決定を受けた。毛利興産は同年11月12日に法人格が消滅した。
株式会社アタックは、2021年3月31日に株式会社マルエイ、株式会社尾張屋、株式会社フレッシュコーポレーションの3社と共に、株式会社マルヤから商号変更された株式会社ジョイマートへ吸収合併され解散。アタックはジョイマートの1ブランドとして存続する他、アタックの運営事務所も東京都江戸川区篠崎町に残る。

## 沿革

### 山田屋アタック
- 1963年 (昭和38年) 1月 - 江東区毛利で個人で開業。
- 1971年 (昭和46年) 5月 - 江戸川区篠崎にて有限会社山田屋設立。
- 1995年 (平成7年) 10月 - 株式会社山田屋設立。
- 1998年 (平成10年) 11月 - 株式会社山田屋アタックに社名変更。
- 2001年 (平成13年) 12月 - 葛飾区に進出。
- 2002年 (平成14年) 11月 - 千葉県に進出。
- 2017年（平成29年）
  - 11月 - 株主総会において、山田屋アタックの解散を決議。
  - 12月 - 山田屋アタックの会社分割を実施し、事業を株式会社アタックへ譲渡。
- 2018年（平成30年）
  - 3月 - 商号を株式会社毛利興産へ変更。同時に本店所在地を江戸川区から中央区へ移転。
  - 5月 - 東京地方裁判所から特別清算手続開始決定を受ける。
  - 11月 - 毛利興産の法人格消滅。

### アタック
- 2017年（平成29年）
  - 9月 - ゼンショーホールディングスが、株式会社アタックを設立。
  - 12月 - 山田屋アタックの事業を譲受して営業開始。
- 2021年（令和3年）3月 - ジョイマートへ吸収合併され解散。アタックはジョイマートの1ブランドとなる。